# Фукуока, Кэнки
Кэнки Фукуока (яп. 福岡 堅樹 Фукуока Кэнки, род. 7 сентября 1992 года, Кога) — японский регбист, выступавший на позиции винга. Свою игровую карьеру провёл в клубах «Панасоник Уайлд Найтс» и «Санвулвз», также выступал за сборную Японии на чемпионатах мира 2015 и 2019 годов. Участник летних Олимпийских игр 2016 года в составе сборной Японии по регби-7. В 2021 году завершил карьеру игрока для того, чтобы иметь возможность учиться в дальнейшем на врача.

## Ранние годы
Родился в префектуре Фукуока, в городе Кога. Отец — стоматолог, дед — также врач, что повлияло на мечту Кэнки стать доктором. Регбийную карьеру начал в школьные годы, выиграв в 2010 году ежегодный школьный турнир в Ханадзоно. Будучи студентом Цукубского университета, он выступал за его команду в студенческом чемпионате Японии, однако из-за серьёзной травмы, полученной на втором курсе, свои выступления продолжить не смог. Вследствие этого Кэнки подумывал всерьёз отказаться от карьеры спортсмена и не совмещать её с учёбой.

## Карьера игрока

### Клубная
В 2016 году его пригласили в команду «Панасоник Уайлд Найтс», которую возглавили Робби Динс и Эдди Джонс, обратившие внимание на молодого студента-медика. За свою карьеру Фукуока отметился не только играми за «Уайлд Найтс» в Топ-лиге, но и также выступлением в Супер Регби за японский клуб «Санвулвз». По итогам сезона 2017/2018 Фукуока попал в символическую сборную Топ Лиги на позицию левого винга (номер 11), также он удостоился этого в сезоне 2018/2019. За «Санвулвз» он выступал в сезонах 2016/2017 и 2017/2018, сыграв 13 матчей и набрав 25 очков: дебютный матч состоялся 25 февраля 2017 года против «Харрикейнс» (поражение 17:83). За всю свою карьеру в «Уайлд Найтс» в 42 матчах он набрал 200 очков.

### В сборной
20 апреля 2013 года состоялся дебют Фукуоки в сборной Японии в игре против Филиппин в Фукуоке. Спустя два месяца, 15 июня 2013 года он сыграл в тест-матче против Уэльса, принеся сборной сенсационную победу со счётом 23:8 — это был первый случай, когда Япония выиграла матч против команды первого яруса World Rugby. В 2015 году Фукуока попал в заявку сборной Японии на чемпионат мира в Англии: японцы заняли третье место в группе, сенсационно обыграв ЮАР со счётом 34:32 в первом туре.
В 2016 году Фукуока был включён в заявку сборной Японии по регби-7 на Олимпиаду в Рио-де-Жанейро: он оказался единственным игроком из заявки на чемпионат мира 2015 года, а также отметился к тому моменту выступлениями за сборную Японии в Мировой серии в сезонах 2013/2014 (этап в Токио) и в сезоне 2015/2016 (этап в Сингапуре). На том турнире сборная Японии заняла 4-е место. В том же году попытка Фукуоки принесла японцам победу в Тбилиси в тест-матче над Грузией со счётом 28:22, а в 2018 году в Глостере он занёс попытку в зачётную зону сборной России (победа 32:27).
В 2019 году Фукуока попал в окончательную заявку сборной Японии на домашний чемпионат мира. На турнире он отметился четырьмя попытками: несмотря на пропуск игры против России, он вернулся в сборную в матче против Самоа, выйдя на замену и занеся попытку. Другая его попытка позволила японцам обыграть Ирландию, а ещё две попытки позволили 13 октября победить Шотландию со счётом 28:21 и вывести японцев впервые в истории в четвертьфинал чемпионатов мира: в ходе матча против шотландцев во время одного из заносов Фукуока обыграл семь игроков противника, пробежав дистанцию в 116 м. Фукуока получил приз лучшего игрока встречи с Шотландией. Матч 20 октября 2019 года против ЮАР стал последним в карьере за сборную у Фукуоки: всего он сыграл 38 матчей и набрал 125 очков благодаря 25 попыткам.

### Завершение карьеры
Изначально Фукуока собирался завершить карьеру после летних Олимпийских игр 2020 года в Токио и заняться медицинской деятельностью, продолжая дело семьи: Кэнки говорил, что не исключает возможность в будущем стать спортивным врачом-ортопедом. Однако пандемия COVID-19 привела к отмену регбийного сезона в Японии и переносу летних Олимпийских игр на следующий год. В итоге именно сезон Топ-Лиги 2020/2021 стал последним в карьере Фукуоки: 20 февраля 2021 года игрок заявил, что успешно сдал вступительные экзамены в медицинскую школу университета Дзюнтэндо, в которой будет учиться после окончания карьеры. По его словам, он осознанно отказался от приглашения в сборную Японии по регби-7 и выступления на Олимпиаде в Токио.
В полуфинале сезона 2021 года японской Топ-Лиги против «Тойота Верблиц» команда «Уайлд Найтс» победила со счётом 48:21, а Фукуока занёс три попытки. 23 мая 2021 года состоялся финал между командами «Панасоник Уайлд Найтс» и «Сантори Санголиат», который стал последней игрой в карьере Фукуоки. «Уайлд Найтс» победили со счётом 31:26, что принесло пятую победу клубу в чемпионате Японии и единственный титул чемпиона в карьере Фукуоки. Помимо этого, он в третий раз подряд оказался в символической сборной Топ-Лиги, а также получил приз MVP Топ Лиги в этом сезоне.

## Стиль игры
По словам Эдди Джонса, Кэнки Фукуока не уступал по скорости Брайану Хабане, а тренер «Уайлд Найтс» Робби Динс утверждал, что в матчах Кэнки попросту не замечает препятствий на своём пути и мог бы прекрасно смотреться в составе сборной любой из стран мира. По мнению новозеландского новостного портала Stuff, по своему уровню игры Фукуока заслуживал того, чтобы им всерьёз заинтересовались ведущие клубы Японии и Европы.